# Літієві руди
Лі́тієві ру́ди (рос. литиевые руды, англ. lithium ores; нім. Lithiumerze n pl) — природні мінеральні утворення, що містять літій у концентраціях, достатніх для економічно вигідного вилучення літію або його сполук. Відомо понад 40 мінералів, в яких літій присутній у помітних кількостях (понад 0,1 % атомних маси). У їх число входять як власне літієві, так і породотвірні мінерали (слюди, турмаліни та ін.), в яких літій присутній у вигляді ізоморфних домішок в невеликій кількості.

## Мінерали літієвих руд
Найголовніші літійвмісні мінерали, що мають промислове значення: сподумен, петаліт, амблігоніт, евкриптит, а також літієві слюди — цинвальдит, лепідоліт, полілітіоніт. Високі концентрації літію властиві ендогенним родовищам, пов'язаним з кислою гранітною магмою. Літієві руди. утворюються у зв'язку з постмагматичними процесами при температурах 500–700 °С на глибині 3–7 км. Основний промислово-генетичний тип родовищ літієвих руд — гранітні рідкіснометалічні пегматити, серед яких розрізняють: сподумен-мікроклін-альбітові і альбіт-сподуменові пегматити, лепідоліт-сподуменові і лепідоліт-петалітові пегматити.

## Класифікація
За морфологічними особливостями, складом і внутрішньою будовою виділяються три різновиди літієвих пегматитів.
1. Крутоспадні жильні гілки переважно сподумен-альбітового складу потужністю від 0,5–1 до 20–5 м, довгасті за простяганням від 1–3 до 15–0 км. Вертикальний розмах зруденіння 3–3,5 км. Це найважливіший тип літієвих родовищ. Прикладами такого типу можуть служити родовища в штаті Північна Кароліна, США (Александер Каунті і ін.); в провінції Квебек (Літіа, масив Ла Корн), в Канаді; Іспанії (Лалін); Афганістані (Друмгал, Джаманак, Пасгушта і ін.); а також деякі родовища в країнах СНД.
2. Пологі зональні тіла мікроклін-сподумен-альбітового і мікроклін-петаліт-альбітового складу. Містять Та, Cs, Li і Ве; цікаві як першорядні танталові і цезієві родовища. Відрізняються пологим заляганням і підповерховим розташуванням пегматитових тіл. При цьому верхні з них характеризуються істотно танталовим зруденінням, а нижні — літієвим. До них належать унікальне родовище Бернік-Лейк в провінції Манітоба (Канада), Бікіта (Зімбабве), а також ряд пегматитових полів СНД.
3. Потужні круті трубоподібні, штокоподібні і лінзоподібні повно-диференційовані тіла мікроклін-сподумен-альбітового складу з Та, Ве і Cs, що характеризуються нерівномірним гніздовим розподілом мінералізації і появою в їх центральних частинах гігантських кристалів сподумену довжиною до 15 м. До них належать пегматити хребта Блек-Гіллс в Півд. Дакоті (США), родовища Китаю.

Приблизно 60 % всіх світових запасів літію припадає на мінеральні води.
Виділяють декілька різновидів багатих літієм вод.
1. Міжкристалізаційна ропа висохлих озер. Прикладом може служити висохле озеро Сьорлс в Каліфорнії (США), що займає площу 70 км², заповнене соленосною товщею (галіт, сода, мірабіліт) потужністю 15–25 м. З цієї товщі насосами викачується ропа із вмістом 0,015 % Li2O.
2. Розсоли висихаючих водних басейнів — озер, лагун, заток і морів. Такими є води Великого Соляного озера у шт. Юта, США (0,013 % Li2O); розсоли Мертвого моря (0,004 %); унікальні за змістом літію (0,2 %) висихаючі озера (салари) в пустелі Атакама (родовище Салар де Атакама) в Чилі.
3. Підземні багаті розсоли, що містять 0,08 % Li2O. Прикладом є родовище Клейтон Веллі в хребті Сільвер Пік в шт. Невада (США).
4. Підземні води нафтових і газових родовищ, а також термальні води областей сучасного активного вулканізму.

## Родовища літієвих руд
Головні пегматитові родовища літієвих руд: Кінг-Маунтін в США (запаси понад 400 тис. т Li2О, вміст 1-1,15 %), Бернік-Лейк в Канаді (понад 200 тис. т, 1-1,3 %), Маноно-Кітотоло в Конго (понад 200 тис. т, 0,6 %), Бікіта в Зімбабве (бл. 70 тис. т, 1,4 %), а також родовища в Намібії, Мозамбіку, Афганістані. Практично всі родовища є комплексними і відпрацьовуються або для отримання літію з супутним вилученням ряду ін. цінних компонентів, або літієві мінерали вилучаються в процесі збагачення комплексних руд і самі є попутними компонентами. У літієвих рудах зазвичай присутні тантал, ніобій, берилій, рубідій, цезій, іноді олово, вольфрам та ін. Польовий шпат, кварц і слюда, що постійно зустрічається в родовищах літієвих руд, також можуть бути предметом промислового використання. Літієві руди збагачуються флотаційним способом, або у важких суспензіях. Промисловість використовує концентрати: сподуменовий (вміст Li2O 4,5-6 %), петалітовий (2,5-3,5 %), лепідолітовий (3-4 %), амблігонітовий (7-8 %). Важливе джерело літію — галургічна (гідромінеральна) сировина: міжкристалічна ропа, високомінералізовані води, геотермальні розсоли, а також попутні води нафтових свердловин. Вміст літію у водах коливається в широких межах, досягаючи 0,135 % (родовище Салар-де-Атакама, Чилі). Основні запаси літію, пов'язані з мінералізованими водами і розсолами (бл. 75 %), укладені в родовищах США (Сілвер-Пік, Сьорлс, Солтон-Сі та ін.), Болівії та Чилі (Салар-де-Атакама). Добувають і переробляють літій і його сполуки США, Канада, Велика Британія, ФРН, Японія, Чилі, Бразилія, Китай, Росія, Австралія. Світові потреби в літії забезпечені підтвердженими запасами на строк понад 100 років.
Промислові родовища літію найчастіше пов'язані з пегматитами і мінеральними водами. Приблизно 80 % всіх запасів літію в пегматитах пов'язані зі сподуменовими рудами. Багаті руди містять 1,3–1,5, рідше до 2 % Li2O. Бідними вважаються пегматити, що містять 0,6-1 % Li2O.

## Літієва мінеральна сировина в Україні
В Україні є розвідані родовища літієвих руд, які не поступаються багатим родовищам США, Канади та Африки.
Родовища літію, що мають промислове значення, виявлені на Донбасі (Єсаулівське в Нагольному рудному районі) та на Українському щиті (Полохівське, Станкуватське, Шевченківське). Крім того, в центральній частині Українського щита (Кіровоградський блок) на південно-західному фланзі Корсунь-Новомиргородського плутону виявлені дві ділянки з літієвою мінералізацією.
Літієве родовище Єсаулівського родовища містять близько 3% Li2O, представлені кукеїтом, який пов'язаний з місцями гідротермального впливу на глинисті та пісково-глинисті сланці карбону. Шевченківське родовище літієносних пегматитів альбіт-сподуменового типу (Західне Приазов'я) простежене за простяганням до 1300 м, за глибиною до 500 м, ширина зони розвитку — до 300 м. Вміст Li2O понад 1%. Спосіб видобутку — підземний. Схема збагачення — флотаційно-гравітаційна.
Полохівське родовище літію (центр України) укладене мікроклін-альбіт-петалітовими пегматоїдними гранітами. Рудна мінералізація представлена петалітом (80-90%), сподуменом та трифіліном (в сумі 10-15%). Рудні зони простежені за простяганням і на глибину до 500 м. Кут падіння — 60-80°. Вміст Li2O понад 1%.
Схема збагачення — флотаційно-гравітаційна. Пегматити Полохівського, Станкуватського та Шевченківського родовищ містять також ніобій, тантал та цезій.

## Збагачення літієвих руд
Основним методом збагачення літієвих і комплексних руд, які містять тонковкраплені літієві мінерали: сподумен, лепідоліт, амблігоніт, цинвальдит і петаліт є флотація.
Найбільше промислове значення мають сподуменові руди. Сподумен легко флотується збирачами оксигідрильного і катіонного типів після лужної обробки руди в густій пульпі (50–70 % твердого) і наступної відмивки лужного розчину і шламів (класу –0,015 мм).